# Scatsta Airport
Scatsta Airport was tot de volledige sluiting op 30 juni 2020 een commerciële regionale luchthaven op de Shetlandeilanden. Ze ligt in het noorden van Mainland, 31 km ten noorden van Lerwick en (in vogelvlucht) ongeveer 3 km ten zuidwesten van de grote olie- en gasterminal van Sullom Voe. Ze was tot de sluiting de noordelijkste luchthaven van het Verenigd Koninkrijk in gebruik. Baltasound op het eiland Unst ligt nog noordelijker, maar dat onbemande vliegveld wordt enkel nog gebruikt voor ambulancevluchten en voor noodgevallen. Scatsta Airport diende vooral als steunpunt voor de offshore olie-industrie in de Noordzee. Of en wanneer het vliegveld nog ingezet wordt, is ook een jaar na de commerciële sluiting, in 2021 onzeker.

## Geschiedenis
De bouw van het vliegveld begon in 1940. Er werden twee startbanen aangelegd, een van 1300 meter lengte en een van 1380 meter. Het werd een vliegbasis voor gevechtsvliegtuigen van de Royal Air Force, die de nabijgelegen vliegbootbasis moesten beschermen. Het vliegveld werd in 1942 in gebruik genomen. Onder de startbanen werden zogenaamde "pipe mines" aangelegd, buizen gevuld met explosieven. In het geval de vijand dreigde het vliegveld te bezetten zou men het daarmee opblazen.
Na de Tweede Wereldoorlog werd het niet meer gebruikt. Maar in 1978 werd het vliegveld weer in gebruik genomen, ditmaal als civiele luchthaven om de bouw van de nabijgelegen Sullom Voe-olieterminal te ondersteunen. Sullom Voe was toen een van de grootste werven in Europa, waar meer dan 5000 man werkzaam was. De "pipe mines" werden onschadelijk gemaakt maar de buizen bleven op hun plaats. Een van beide startbanen (06/24) werd opgeknapt, de andere werd gebruikt als parkeerplaats voor vliegtuigen en helikopters.
Nadat de bouw van de terminal voltooid was, verminderde de trafiek en in 1995 leek het erop dat het vliegveld opnieuw zou sluiten. De redding van de luchthaven lag in het feit dat de oliefirma's ook nog gebruik maakten van Baltasound Airport (ook Unst Airport genoemd) voor de helikoptervluchten naar de offshore booreilanden. Baltasound Airport was een luchthaven (en voormalige RAF vliegbasis) te Baltasound op het eiland Unst, 40 km meer naar het noordoosten en slechts bereikbaar via twee korte ferryverbindingen van Mainland naar de zuidelijke kust van Yell en van het noorden van Yell naar Unst.  Het was voor de betrokken oliefirma's interessanter een enkele luchthaven te behouden die zowel de nabijgelegen terminal als de bediening van de booreilanden kon omvatten. Daarom werden de helikoptervluchten in 1996 overgebracht naar Scatsta Airport. Bij de aanpassingswerken werden de buizen van de "pipe mines" onder de landingsbaan nu wel verwijderd en de startbaan verlengd.
Sindsdien werd Scatsta Airport de bestemming voor het personeel van de Sullom Voe-terminal en een overstapplaats voor personeel en vracht dat verder naar de productieplatformen in de Noordzee wordt gevlogen per helikopter. In het kleine terminalgebouw zijn voor die tweede opdracht kleedkamers voorzien waar dit personeel de speciale overlevingspakken kan aantrekken alvorens verder te vliegen. Er is overigens geen bar in het gebouw en er is ook geen publieke bus- of taxidienst van en naar de luchthaven. Er is ook geen taxibaan voor de vliegtuigen; taxiën moet gebeuren op de startbaan.
In 2008 won Bristow Helicopters een geïntegreerd logistiek contract om vijf grote olie- en gasbedrijven te voorzien van transportmogelijkheden door vanuit Scatsta met vliegtuigen personeel van en naar Aberdeen te brengen en ze met helikoptervluchten verder te voeren naar verschillende olieplatforms en schepen in de noordelijke Noordzee en de Atlantische Oceaan.
De transfer van het vasteland werd als chartervluchten voor Bristow uitgevoerd door Eastern Airways met drie Saab 2000s, die tot viermaal per dag heen en weer vlogen naar Aberdeen Airport, het transport naar de werkplekken werd door Bristow Helicopters zelf verzorgd met Sikorsky S-92 helikopters die tot 60 vluchten per dag uitvoeren.
De luchthaven werd verder uitgebouwd voor deze activiteiten. Een nieuwe hangar (80m x 41m) werd gebouwd in 2010, een andere hangar (47m x 31m) werd gerenoveerd in 2011. Deze hangars boden ruimte voor maximaal 10 grote helikopters.  De passagiersterminal werd gerenoveerd in 2012, toen werd ook een nieuwe verkeerstoren gebouwd en een brandweerkazerne met ruimte voor drie brandweerwagens. Voor deze investeringen bracht het overheidsagentschap Shetland Leasing and Property Development Ltd (SLAP) acht miljoen Britse pond in.
In augustus 2018 was Scatsta de zesde grootste luchthaven in Schotland, gerangschikt op basis van internationale passagiers. De rangschikking is wel wat vertekend omdat de passagiers aan boord van de helikoptervluchten van en naar booreilanden in de Noorse en/of Faeröer-sectoren in de olievelden van de noordelijke Atlantische Oceaan en de Noordzee meetelden als internationale passagiers, naar buitenlandse bestemmingen hoewel deze booreilanden steeds exclusief met vanuit de Shetlands overgevlogen personeel bemand en onderhouden werden. De enige andere vliegroute van Scatsta Airport was een shuttle van en naar Aberdeen, om de offshore bemanning naar Scatsta te brengen voor verdere reis per helikopter naar booreilanden, en ook werknemers over te vliegen vanop het Schotse vasteland naar de drie kilometer verder gelegen Sullom Voe Terminal, personeel die veelal werkte in regimes van of 2 weken op de werkvloer en vervolgens 2 weken recuperatie, of 10 dagen werk afwisselden met 4 dagen vrij.
Er waren dus geen lijnvluchten op Scatsta; enkel chartervluchten in opdracht van de olie-industrie. Toch wordt het vliegveld intensief gebruikt. Meer dan 100.000 personen worden jaarlijks naar en van de productieplatformen gevlogen. In 2010 waren er 12.731 vliegbewegingen en passeerden er 279.442 passagiers. Bij deze cijfers, die zowel binnenlands als internationaal vervoer sommeerden was Scatsta zelfs de op vier na drukste luchthaven van Schotland, na Aberdeen Airport, Edinburgh Airport, Glasgow Airport en Prestwick Airport.
De passagiersaantallen gingen evenwel in een dalende lijn. In 2018 waren er nog maar 174.934 passagiers, en 8.513 vliegbewegingen, mee het gevolg van BP die uit het consortium van oliefirma's stapte, en eigen logistieke regelingen nam, maar ook het gevolg van de dalende vraag naar aardolieproducten die de hele olie-industrie ervaarden. In 2019 zakte het aantal vliegbewegingen onder de 5.000. In maart 2014 waren er 721 helikoptervluchten, in maart 2019 waren dit er nog 270.  Voor maart 2020 lag dit aantal nog lager, maar hier speelde ook specifieke transportbeperkende regelingen door de coronapandemie.

## Sluiting
Op 4 maart 2020 werd het geïntegreerd contract dat Bristow Helicopters in 2008 had gewonnen, ditmaal gegund aan Babcock MCS. De ingeschatte passagiersaantallen voor dit nieuwe contract reflecteerden ook de dalende behoeften die al enkele jaren op Scatsta Airport vastgesteld konden worden. Babcock MCS koos er voor niet langer charters van Eastern Airways in te zetten, maar gebruik te maken van een bestaand, en voor dit contract uitgebreid aanbod van lijnvluchten van Loganair tussen Aberdeen en Sumburgh Airport in het zuiden van Shetland. Het volstond dan ook de helikopterbasis eveneens naar deze luchthaven te verplaatsen. Na het verlies van dit contract moest Scatsta Airport dan ook sluiten, wat op 30 juni 2020 gebeurde. De sluiting zorgde voor een verlies van 65 banen. De Raad van Shetland zegde toe alternatieve toepassingen voor de vliegveldinfrastructuur te zoeken, wat evenwel de sluiting niet tegenhield.